# Juana Huancahuari
Juana Aidé Huancahuari Páucar (El Agustino, Lima, 21 de agosto de 1969) es una ingeniera agrónoma, política y dirigente peruana de origen quechua, ejerció el cargo de congresista de la República del Perú desde el 2006 hasta el 2011, representando al departamento de Ayacucho con 40,600 votos. Actualmente es Secretaria de Derechos Humanos de la Confederación Campesina del Perú (CCP).

## Trabajo congresal
Su vocación de servicio y compromiso social la han vinculado al trabajo legislativo en temas relacionados con la situación agraria, las comunidades campesinas y pueblos indígenas, justicia y derechos humanos, la situación de la mujer peruana, los afectados por la violencia política, entre otros.
De esta manera ha integrado diversas comisiones desde las cuales ha podido proponer algunos propuestas legislativas que redunden en beneficio de la población pobre del Perú.

## Suspensión
Con el violento desalojo policial a los nativos en la Curva del Diablo, en Bagua, en el que murieron hasta la fecha 35 personas, 25 de los cuales fueron policías, el Congreso de la República del Perú seguía sin atender el principal reclamo de los pueblos amazónicos para que se deroguen los decretos legislativos 1090, 1064 y otros que se promulgaron en el marco de la implementación del Tratado de Libre Comercio Perú-Estados Unidos, y que afectaban los derechos colectivos de estos pueblos así como de los recursos naturales.
Esta actitud de aplazamiento del Congreso para discutir la derogatoria de los decretos, ocasionó que un grupo de la oposición congresal, encabezados por el Partido Nacionalista Peruano, entre ellos Juana Huancahuari, decidieran exhibir cartelones con lemas alusivos a su discusión y en el que se expresaba sus puntos de vista ("la tierra no se vende").
Así, el 10 de junio de 2009, previo al paro nacional convocado para el día siguiente, en una maniobra política por evadir la derogación, la mayoría oficialista integrada por la denominada "Triple Alianza" (APRA, Unidad Nacional y fujimoristas), aprobó suspender la vigencia de los decretos 1090 y 1964, hecho que indignó no solo a los congresistas nacionalistas sino a la mayoría de la población en general, que insistía en su derogatoria. Mientras los dirigentes campesinos y apus amazónicos daban a conocer que rechazaban la mencionada suspensión y que se ratificaban en el paro nacional, en el interior del Parlamento, la bancada nacionalista en pleno decidió ocupar el medio del Hemiciclo en protesta ante lo que consideraban un paseo político más del gobierno y sus aliados.
El grupo opositor permaneció en vigilia hasta el día siguiente, 11 de junio, día del paro nacional y del Pleno, actitud que generó la presentación de una moción de la mesa directiva del Parlamento para que se sancione a 19 legisladores nacionalistas por impedir el normal funcionamiento del Congreso. Esta primera moción no alcanzó el cuórum respectivo y se procedió a suspender la sesión. Inmediatamente, cerca del mediodía, los nacionalistas salieron a las calles a plegarse a la multitudinaria movilización que se concentraba en la Plaza Dos de Mayo. 
Sin embargo, el Congreso vuelve a sesionar por la tarde para votar una segunda moción presentada por la Mesa Directiva del Parlamento en el que aprueba la sanción por 120 días legislativos de suspensión a solo a siete legisladores nacionalistas, cinco de los cuales con una clara identificación indígena.
Dicha sanción fue reconsiderada el mismo día por el legislador Yonhy Lescano, pero fue descartada por un vacío existente en el Reglamento del Congreso, que permitió que en la misma sesión se aprobase la dispensa de la aprobación del acta para la ejecución de los acuerdos. 
En la aprobación no estuvieron presentes los legisladores sancionados, hecho que agrava el debido proceso, ya que no se les citó ni permitió que ofreciesen sus descargos. Asimismo, se impuso la máxima sanción contemplada en el Reglamento del Congreso por un hecho que no guarda proporción con el tamaño de la pena. Asimismo, en la justificación de la sanción, el presidente del Congreso, señaló que la misma se debía luego de ver un video de tres minutos en el que comprueban que desde el día anterior algunos legisladores impidieron el normal funcionamiento del Parlamento.
Huancahuari fue suspendida junto a otros seis legisladores: Yaneth Cajahuanca, Rafael Vásquez, María Sumire, Hilaria Supa, Nancy Obregón y Cayo Galindo. Dicha suspensión comprendió 120 días legislativos. El Congreso levantó la sanción el 13 de agosto de 2009.